# La prima goccia bagna il viso parte 1ª/La prima goccia bagna il viso parte 2ª
La prima goccia bagna il viso parte 1ª/La prima goccia bagna il viso parte 2ª è un singolo del gruppo musicale italiano New Trolls, pubblicato nel 1971.

## Il disco
La prima goccia bagna il viso è una canzone suddivisa in due parti, in cui la prima (il lato A del disco) si conclude con uno scroscio di pioggia con cui inizia la seconda (sul lato B)
Su Ciao 2001 il disco fu recensito positivamente:

Secondo Michele Neri e Franco Brizi

## Tracce
Lato A
1. La prima goccia bagna il viso parte 1ª (testo: Giorgio D'Adamo – musica: Vittorio De Scalzi, Nico Di Palo, Gian Piero Reverberi; edizioni musicali Usignolo)

Lato B
1. La prima goccia bagna il viso parte 2ª (testo: Giorgio D'Adamo – musica: Vittorio De Scalzi, Nico Di Palo, Gian Piero Reverberi; edizioni musicali Usignolo)

## Formazione
- Vittorio De Scalzi: chitarra, cori
- Nico Di Palo: voce, chitarra
- Gianni Belleno: batteria, cori
- Maurizio Salvi: tastiere
- Giorgio D'Adamo: basso